# Diorygopyx tibialis
Diorygopyx tibialis là một loài bọ cánh cứng trong họ Bọ hung (Scarabaeidae).